# Agostino Diruta
Agostino Diruta (* um 1590 in Perugia; † nach 1647 in Rom) war ein italienischer Kapellmeister und Komponist.
Der Augustinermönch war Neffe und Schüler von Girolamo Diruta. Er war zunächst Kirchenkapellmeister in Asolo (1620–1622) und wirkte von 1630 an in gleicher Stellung an Sant’Agostino in Rom.
Er schuf geistliche Musik, darunter mehrere Messen, Motetten und andere Werke.

## Tonaufnahmen
- Eleonora Alberici (Sopran), Mario Genesi (Zmybel), Lauda Spiritualis Quel fanciullin che sì soave piagne [in: Arie Sacre, 2007 8-track recording c.ca]

| Personendaten    | Personendaten                             |
| ---------------- | ----------------------------------------- |
| NAME             | Diruta, Agostino                          |
| KURZBESCHREIBUNG | italienischer Kapellmeister und Komponist |
| GEBURTSDATUM     | um 1590                                   |
| GEBURTSORT       | Perugia                                   |
| STERBEDATUM      | nach 1647                                 |
| STERBEORT        | Rom                                       |